# Zhao Yanmin
Zhao Yanmin, née le 26 janvier 1991, est une athlète chinoise spécialiste du 400 mètres. Elle remporte la médaille d'or aux championnats d'Asie en 2013.

## Biographie

### Palmarès
| Date | Compétition         | Lieu | Résultat | Épreuve | Performance |
| ---- | ------------------- | ---- | -------- | ------- | ----------- |
| 2013 | Championnats d'Asie | Pune | 1re      | 400 m   | 52 s 49     |